# Big Bud 747
 (décembre 2018).
Le Big Bud 747 ou 16V-747 Big Bud est un tracteur agricole construit à Havre, dans le Montana en 1977. 
Développant 1 100 chevaux, il est, d'après ses propriétaires et ses exposants, le « plus grand tracteur agricole du monde ». Il est environ deux fois plus grand que bon nombre des plus grands tracteurs agricoles produits en série dans le monde.

## Histoire
Les deux premiers Big Bud sortis des lignes de l'usine de Havre dans le Montana furent ceux de la série 250 et furent achetés en 1968 par Leonard M. Semenza de la ferme Semenza, basée entre Fort Benton et Chester et s'étendant sur plus de 14 000 hectares. Le 747 a été initialement conçu par Wilbur Hensler[réf. nécessaire] et construit par Ron Harmon et les employés de son entreprise, la Northern Manufacturing Company, pour un coût de 300 000 $. Il a été fabriqué pour les frères Rossi, des producteurs de coton de Bakersfield ou de Old River, en Californie. Il a été utilisé pendant plus de 11 ans, puis a été acheté par les fermes Willowbrook, installées à Indialantic en Floride. Les deux fermes l'ont utilisé pour les travaux profonds de sol.
Après une période de repos, il a été acheté par Robert et Randy Williams, de Big Sandy, dans le Montana, à 60 milles (96,56064 km) de l'endroit où il a été construit en 1977. Il a été utilisé à la ferme des frères Williams, dans le Comté de Chouteau. Il permettait de tirer un cultivateur de 24 mètres de large, travaillant une surface de 0,53 hectare par minute à une vitesse de 13 km/h.
La United Tire Company of Canada, qui avait fabriqué les pneus sur mesure de 2,4 mètres de diamètre pour ce tracteur, fit faillite en 2000. Cela contribua en partie à la décision prise en juillet 2009 de cesser d'utiliser le tracteur pour effectuer du travail régulier, et de déplacer le Big Bud 747 dans des musées.
Après ses travaux à la ferme, il a été exposé au Heartland Acres Agribition Centre de la ville d'Indépendance, dans l'Iowa. En 2014, le Big Bud 747 a été déplacé au Heartland Museum à Clarion, dans l'Iowa, pour un prêt d'une durée indéfinie de la part des frères Williams ; le musée a construit un hangar séparé pour le tracteur en 2013. 

## Chiffres-clés

### Général
- Hauteur: 4,27 mètres (dessus de la cabine)
- Longueur : 8,23 mètres (châssis) ; 8,69 mètres (incluant le piton d'attelage)
- Largeur : 4,06 mètres (jusqu'aux ailes) ; 6,35 mètres (incluant les roues jumelées)
- Empattement : 4.95 mètres
- Pneus : 2,44 mètres de diamètre ; 1,006 mètre de largeur ; (38 × 35 16 ply duaux)[réf. nécessaire]
- Poids : 43,09 tonnes (poids à vide) ; 61,23 tonnes (tracteur totalement lesté)

### Capacité des réservoirs
- Réservoir de carburant : 3 785 litres de gazole
- Réservoir hydraulique : 567 litres

### Moteur
- Moteur Detroit Diesel 16V92T : moteur à 16 cylindres en V, moteur à deux temps
- Puissance : 760 chevaux (570 kW), puissance portée plus tard à 860 chevaux (640 kW), puis à 960 chevaux (720 kW) et enfin à 1 100 chevaux (809 kW).
- Cylindrée : 24,12 litres (soit environ 1,5 L par cylindre)
- Suralimentation : 2 turbocompresseurs, 2 compresseurs
- Démarreur : 24 volts
- Alternateur : 75 ampères

### Transmission
- Vitesses en marche avant : 6
- Vitesse en marche arrière : 1
- Couple : 4 200 N m à 3 401 tr/min

### Autres caractéristiques
- Caractéristiques de la cabine : climatisation, chauffage, essuie-glaces, siège pivotant, strapontin pour passager, radio-cassette stéréo.[réf. nécessaire]

## Comparaison
À titre de comparaison, la plupart des plus gros tracteurs de série comme le John Deere 9630 ne développent que la moitié de la puissance du Big Bud, ne pèsent que la moitié de son poids lesté et utilisent pour la plupart des moteurs 6 cylindres plus conventionnels. En extrapolant les règles empiriques de l'époque où les tracteurs étaient jugés à la taille des charrues qu'ils pouvaient tracter et bien que cette règle ne soit plus mise en pratique, le Big Bud 747 pourrait tracter une charrue de 50 corps.